# Cimbris (història d'Espanya)

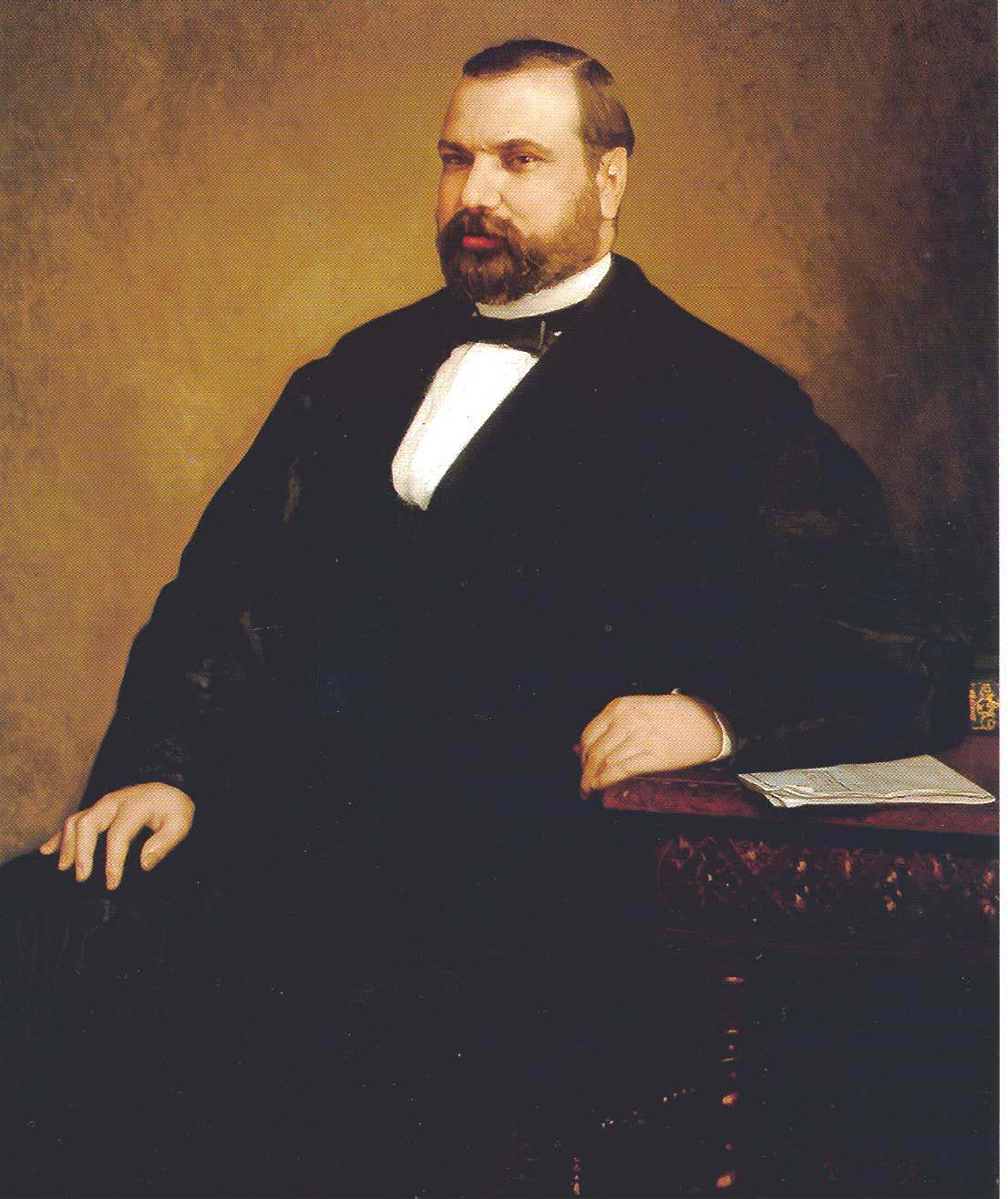
Nicolás María Rivero, retratat per Antoni Gisbert i Pérez en 1873, va ser un dels líders dels cimbris.

Els anomenats cimbris van ser un grup polític espanyol sorgit després del triomf de la revolució de 1868 quan el Partit Democràtic es va transformar a la fi de 1868 en el Partit Republicà Democràtic Federal i un grup de demòcrates es van decantar per la "monarquia popular" defensada pel Govern Provisional de 1868-1871. Durant el regnat d'Amadeu I els cimbris, anomenats així per la referència que va fer el Govern Provisional en el seu manifest del 12 de novembre de 1868 al poble pregermànic dels cimbris que van lluitar contra la República Romana al segle ii aC, es van acabar integrant en el Partit Radical de Manuel Ruiz Zorrilla. Els seus principals líders van ser Nicolás María Rivero, Cristino Martos Balbi i Manuel Becerra Bermúdez.

## Història
El Partit Demòcrata va ser una de les forces signatàries del Pacte d'Oostende que es coalitzaren per derrocar la Monarquia d'Isabel II, juntament amb el Partit Progressista i la Unió Liberal. Quan va triomfar la revolució de 1868 que va deposar Isabel II es va formar un Govern Provisional de 1868-1871 presidit pel general unionista Francisco Serrano i amb el general progressista Joan Prim i Prats en la cartera de Guerra, i en el qual no es van integrar els demòcrates perquè només se'ls va oferir cap cartera.
Quan el Govern Provisional es va manifestar a favor de la Monarquia, trencant l'acordat a Ostende d'esperar a les eleccions a Corts Constituents perquè cada partit de la coalició revolucionària defensés la seva postura a favor de la república o la monarquia, es va obrir un debat en el Partit Demòcrata sobre la compatibilitat de la monarquia amb la democràcia i sobre la "accidentalitat" de les formes de govern. La majoria dels demòcrates es van decidir per la república pel que es va refundar el partit sota el nom de Partit Republicà Democràtic Federal, mentre la minoria encapçalada per Rivero, Martos i Becerra va defensar que el fonamental era el reconeixement del sufragi universal (masculí) i dels drets i llibertats individuals i no la forma de govern a la qual consideraven "accidental". Aquesta minoria de demòcrates que van aprovar la monarquia van ser anomenats cimbris per una frase del Manifest del Govern Provisional del 12 de novembre de 1868 en la qual es deia que estarien
| « | abraçats als principis polítics com aquells antics cimbris que combatien encadenats per millor defensar les seves dones, els seus fills i la seva hisenda | » |

Segons Jorge Vilches, el monarquisme dels cimbris era circumstancial perquè recolzarien la monarquia fins al moment en què les condicions materials i educatives del poble permetessin el caràcter democràtic de totes les institucions, inclosa la prefectura de l'Estat, sense que per això perillés la llibertat. En una carta enviada per Nicolás María Rivero al diari granadí La Idea, i que després va ser reproduïda, el 23 de febrer de 1869, per La Época, deia que assegurada la democràcia,
| « | la República no està més que ajornada, i jo tinc la seguretat que el dia que els espanyols sàpiguen usar amb mesura de totes les llibertats, la República està feta | » |